# Pescatore (brano musicale)
Pescatore è un brano musicale scritto da Marco Negri e interpretato per la prima volta da Pierangelo Bertoli con Fiorella Mannoia e pubblicato nel 1980 come terza traccia dell'album Certi momenti di Bertoli; venne anche inserito in un 45 giri promozionale per il circuito juke-box (quindi mai distribuito per la vendita al pubblico, con numero di serie YD 576).

## Descrizione
La canzone è un duetto tra una voce maschile e una femminile: la prima narra di un pescatore colto da una tempesta in mezzo al mare, tanto forte da non sapere se sopravvivrà; la seconda invece è la voce della moglie del pescatore, la quale vive un doppio travaglio: la preoccupazione per la sorte incerta del marito e l'impulso d'amore verso un altro uomo che si manifesta più prepotentemente proprio durante l'assenza di colui che è in balìa del nubifragio.
Il testo originale della canzone venne scritto da Marco Negri e successivamente modificato da Pierangelo Bertoli; anche la musica è di Negri, con Bertoli che modificò solo l’armonia, ma non aggiunse la sua firma per incoraggiarlo a scrivere canzoni.
Inizialmente non era stato pensato come un duetto (anche perché all'epoca non erano molto diffusi), ma poi fu il direttore della casa discografica a suggerire di far cantare all'emergente Fiorella Mannoia le parti femminili. Bertoli e la Mannoia registrarono le loro strofe separatamente, senza mai incontrarsi.
"Pescatore" portò in classifica l'album Certi momenti nel quale era incluso, facendogli vendere 200 000 copie, e fece conoscere al grande pubblico sia Bertoli che la Mannoia.
Nel 1995 viene pubblicata la raccolta Una voce tra due fuochi, in cui Bertoli presenta i suoi pezzi riarrangiati, tra i quali "Pescatore" in versione solo maschile dove la parte della Mannoia viene cantata in terza persona.
Nel suo ultimo album del 2002, 301 guerre fa, Bertoli include un ulteriore rifacimento di "Pescatore", duettando questa volta con Fiordaliso, che in seguito, per molto tempo, ha cantato la canzone nei suoi concerti.

## Cover
Una nuova versione del brano è stata realizzata dai Nomadi con Giulia Ottonello e inserita nell'album tributo ...a Pierangelo Bertoli, uscito nel 2005.